# プードル・ハイブリッド

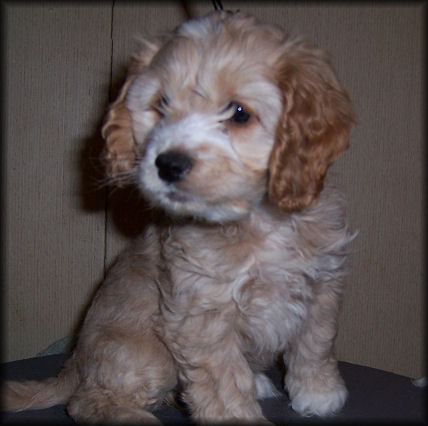
コッカプーの子犬

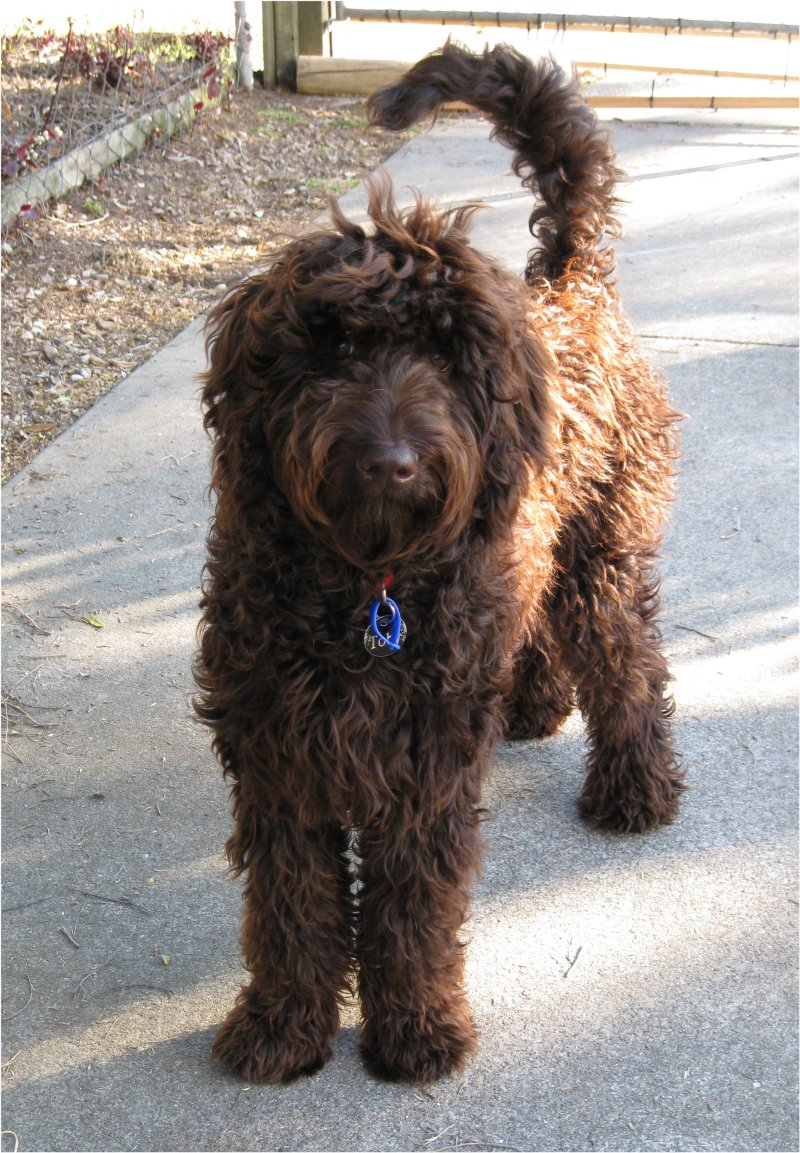
ラブラドゥードル（オス、9か月）

プードル・ハイブリッド（英: Poodle hybrid）は、プードルを片親として使って作り出した交雑犬である。20世紀末に交雑犬（デザイナー・ドッグ）のブームに乗って数多く作られた。愛玩犬や家庭犬、介助犬などとして作出されることが多く、気性が穏やかで飼育がしやすいため、初心者にも飼育しやすい種類とされる。特に重要な意味合いを持たずに作られた交雑犬には強い批判もあるが、愛好家も多く、賛否両論の犬種群である。

## 歴史

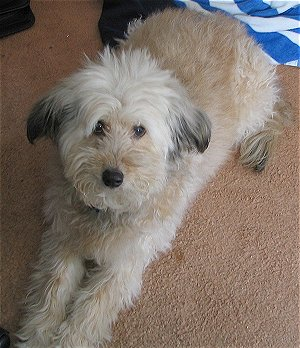
ウィートン・テリアとプードルの交雑犬。ウォードルとして知られる。

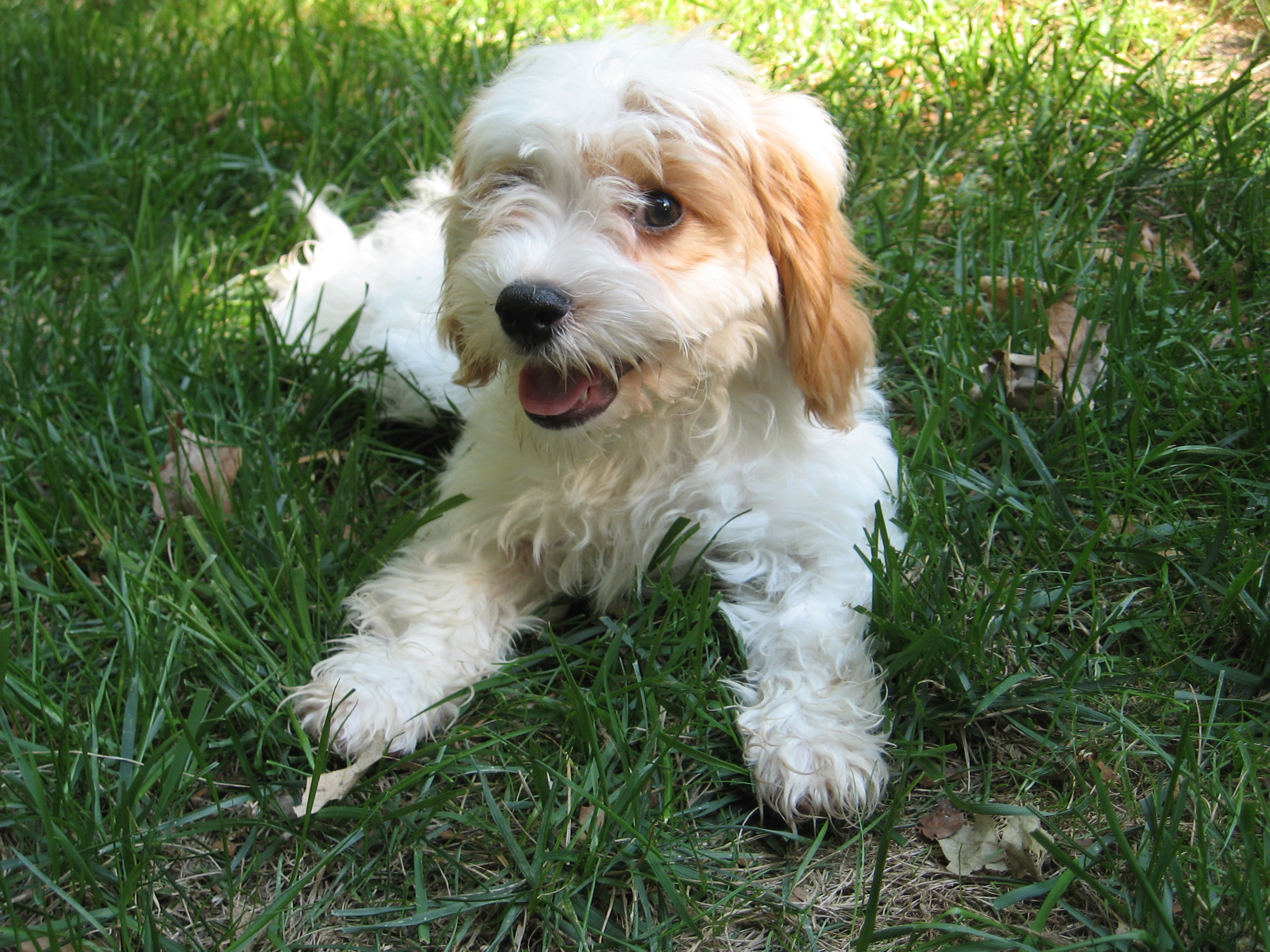
キャバプー

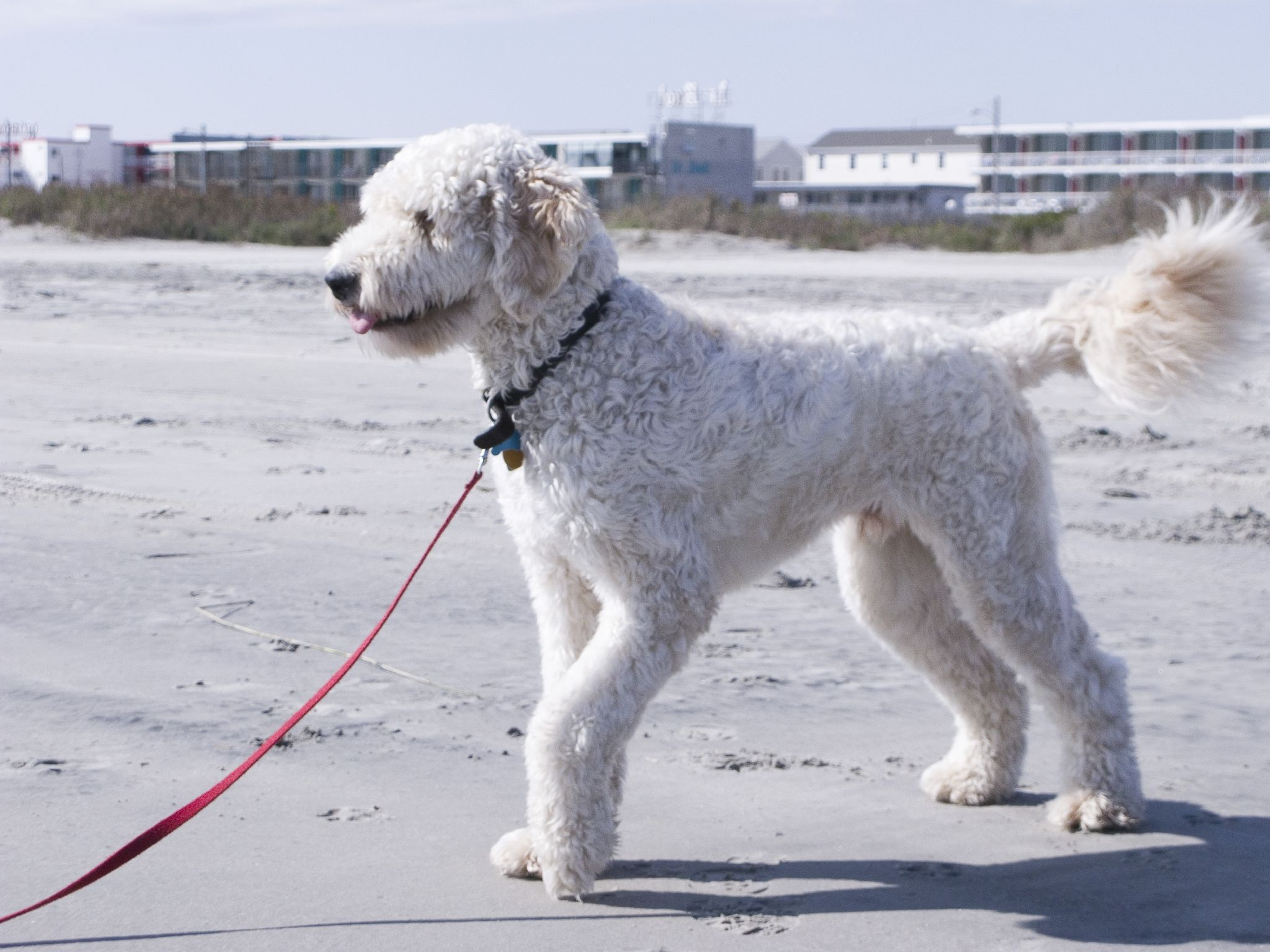
ゴールデンドゥードル

プードル・ハイブリッドは、プードル種が両親どちらかの種として用いられた交雑犬の総称である。プードル・ハイブリッドの良点は扱いやすい気性になり易く、コートが抜けにくく低アレルゲンなため、犬アレルギーを持つ人でも飼育が可能であるという点である。この点にはじめて気がついたのはコッカープーの作出者であった。コッカープーは、アレルギーや喘息を患う人にも飼育できる家庭犬として1960年代に作出され、低価格で販売された。コッカープーはすぐに大ヒットし、犬好きなのに持病で犬を飼えない人に大きな夢を与えることができた。
また1980年代には、犬アレルギーの視覚障害者の需要に応えるため、プードルとラブラドール・レトリーバーの交配からラブラドゥードルが作出された。20世紀末には、さまざまなデザイナー・ドッグが人気を博し、特に低アレルゲンの被毛を持つプードルとの交雑によるさまざまな一代雑種が多く作られた。
その後、プードル・ハイブリッドの世界的なブームは終焉し、飼われていた犬が大量に棄てられるという新たな問題も発生している。アメリカではブリーダーの数が減少し、意味が有意義でないとされた組み合わせの多くが廃れた。ただし、販売目的でなく、民間でペットとして繁殖・飼育を行う人は存在する。日本ではもとより「プードル・ハイブリッド」という単語があまり浸透はしておらず、ブームの開始と終焉は極めて緩やかであった。現在もペットとして飼育している人は数多く、著名人にも愛好している人が少なくない。

## 批判
プードル・ハイブリッドを含むデザイナー・ドッグを繁殖させる人々の中には、犬の健康を考えたブリーディングを行うブリーダーもいるが、利益のみを追求し、犬の健康面を考慮しないブリーディング（近親交配や乱繁殖など）も多く行われたため、さまざまな問題が起こり、純血犬種の支持者やブリーダーから非難されている。特に純血犬種の援護者からは多くの犬種がプードルと雑種化することによりその犬種特有の特徴が失われ、皆一様化してしまうのではないかと指摘されている。そもそも雑種に値段をつけて販売するのはいかがなものか、という批判もある。
プードル・ハイブリッドのブリーダー等は、低アレルゲン犬種を増やし、アレルギーのある人でも犬の飼育が出来る機会を増やしたいと主張しているが、低アレルゲンの犬種はプードル以外にも多く存在しているので、わざわざ愛玩用のプードル・ハイブリッドを作る必要はないだろうと見る愛犬家も多い。なお、低アレルゲンの被毛を持つ犬種には、ポヂュギース・ウォーター・ドッグ、ソフトコーテッド・ウィートン・テリア、バルビーなどの長毛種や、バセンジー、ボヘミアン・スポテッド・ドッグ等の短毛種、全く毛のないものはペルービアン・ヘアレス・ドッグ、メキシカン・ヘアレス・ドッグ、アメリカン・ヘアレス・テリアなどのヘアレス犬種がある。

## 主なプードル・ハイブリッド

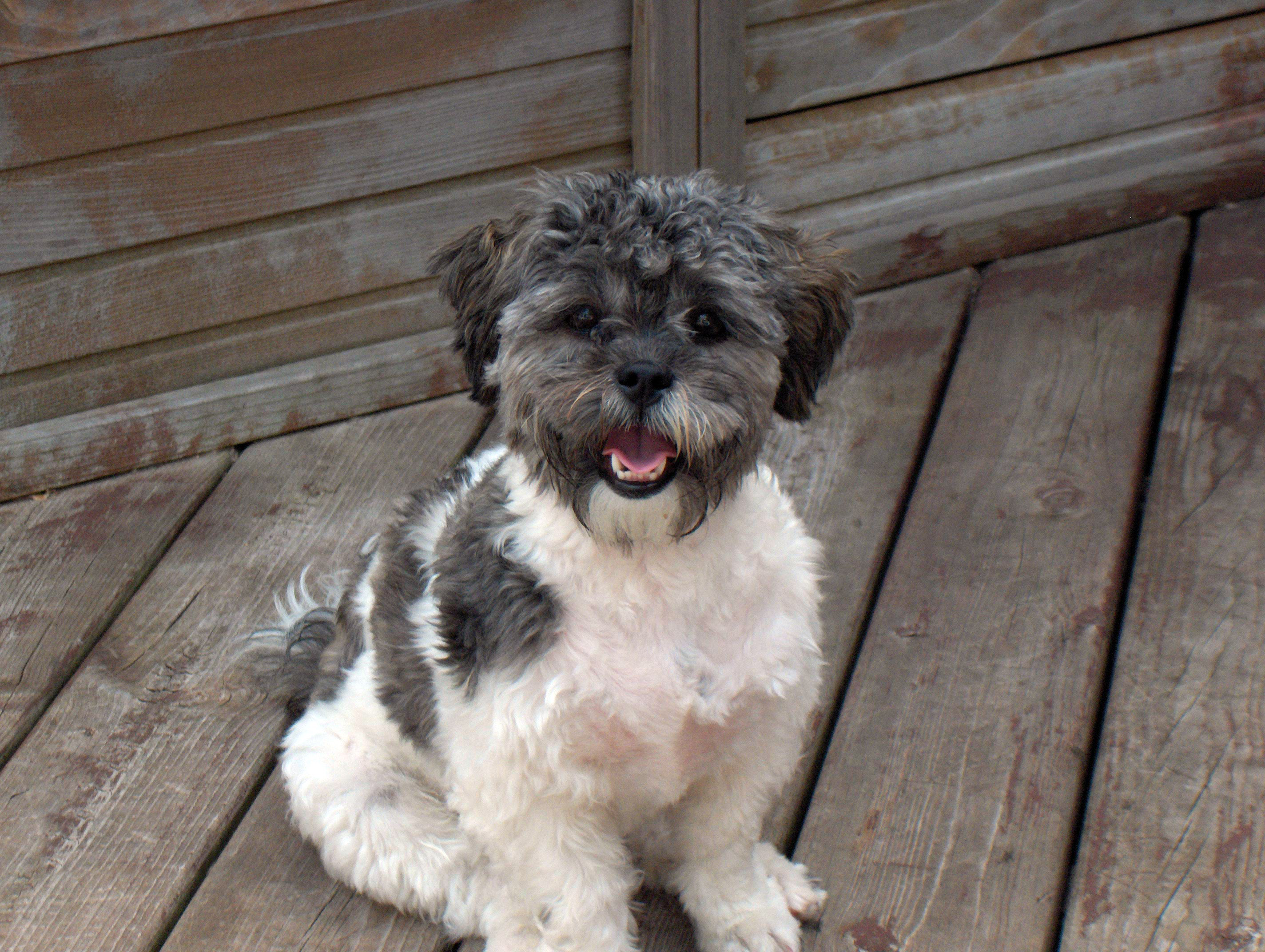
シー・プー

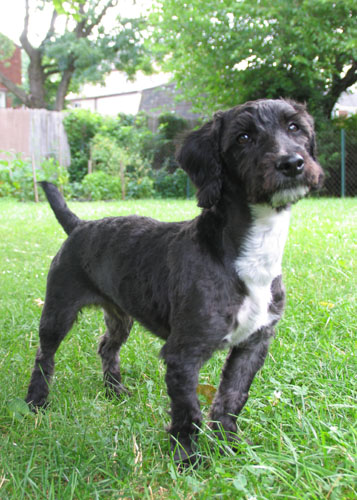
ジャッカプー

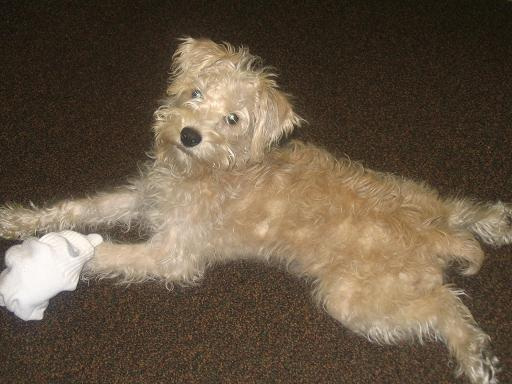
シュヌードルの仔犬

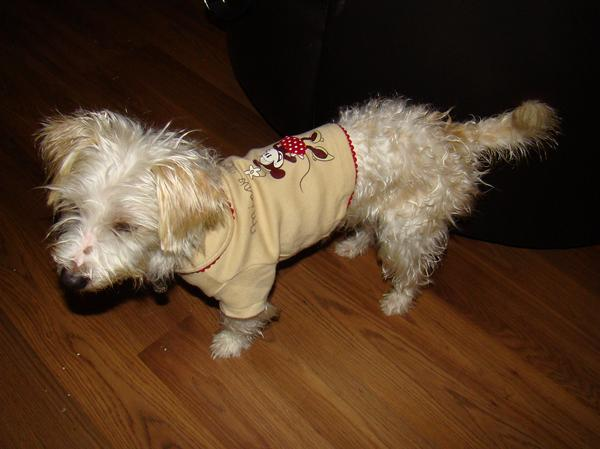
テリプー

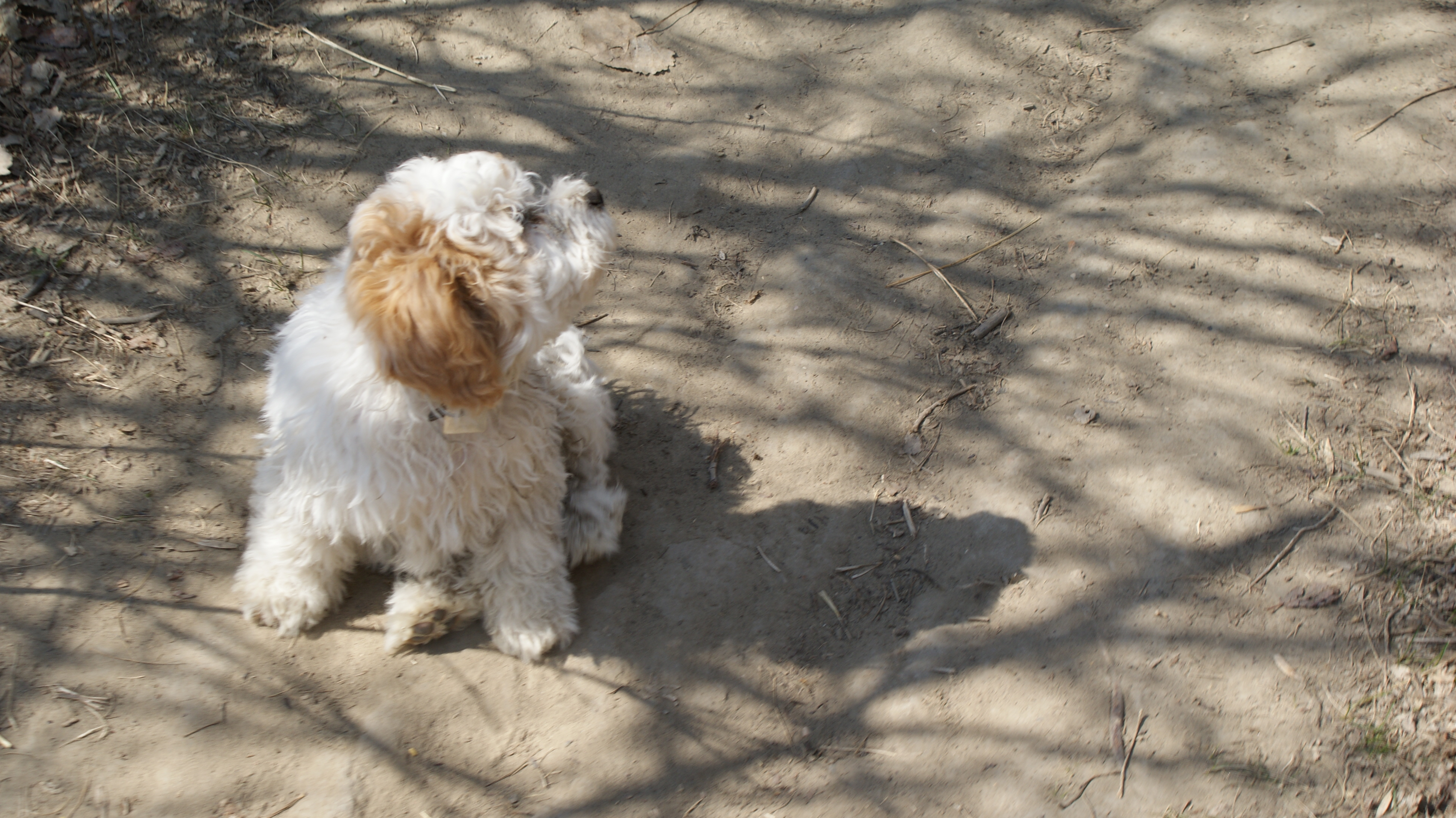
ビショプー

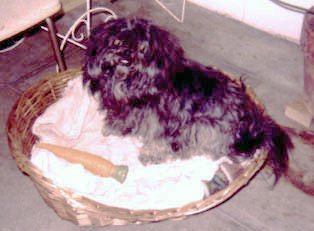
ペカプー

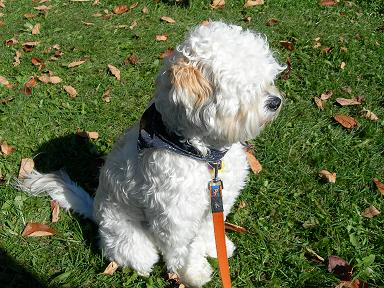
ラサプー

一口にプードル・ハイブリッドといってもその姿や使役目的はさまざまである。また、さまざまな犬種をプードルと掛けあわせて、その種とプードルの名前の一部を組み合わせて「犬種名」とすることが盛んに行われたため、組み合わせや「犬種名」もきわめて多い。ここでは主なプードル・ハイブリッドを紹介する。
アイリッシュ・ドゥードル（Irish Doodle）
アイリッシュ・セッターとの交雑。
ウォードル（Whoodle）
ソフトコーテッド・ウィートン・テリアとの交雑。Swheat-N-Pooなどとも言う。
ウエスティプー（Westiepoo）
ウエスト・ハイランド・ホワイト・テリアとの交雑。
エスカプー（Eskapoo）
アメリカン・エスキモー・ドッグとの交雑。Pookimoなどとも。
オージー・プー（Aussie-Poo）
オーストラリアン・シェパードとの交雑。
キャバプー（Cavapoo）
キャバリア・キング・チャールズ・スパニエルとの交雑。アメリカではセラピードッグとしても使われている。毛色は主にブレンハイム（白地にルビーの模様があるもの）、トライカラー、ブラック・アンド・タン、ルビーであるが、キャバリア復活に大いに役立ったグレディン・スパニエルの存在を偲んで、それの毛色であったブラックのものも認められている。
ケアヌードル（Cairnnoodle）
ケアーン・テリアとの交雑。Poocanなどとも。
ゴールデンドゥードル（Goldendoodle）
ゴールデン・レトリーバーとの交雑。
コッカープー（Cockapoo）
アメリカン・コッカー・スパニエルとの交雑。愛玩用のプードル・ハイブリッドの流行の口火を切った存在である。
シー・プー（Shih-Poo）
シー・ズーとの交雑。
シェパードゥードル（Shepadoodle）
ジャーマン・シェパード・ドッグとの交雑。
ジャッカプー（Jack-A-Poo）
ジャック・ラッセル・テリアとの交雑。
シュヌードル（Schnoodle）
シュナウザーとの交雑。
スキッパープー（Schipper-Poo）
スキッパーキとの交雑。
スクードル（Scoodle）
スコティッシュ・テリアとの交雑。
セント・バードゥードル（Saint Berdoodle）
セント・バーナードとの交雑。
チー・プー（Chi-Poo）
チワワとの交雑。Wapooなどとも。
テリプー（Terripoo）
オーストラリアン・テリアとの交雑。
ドゥードルマン・ピンシャー（Doodleman Pinscher）
ドーベルマンとの交雑。
ドキシープー（Doxiepoo）
ダックスフントとの交雑。Doodleなどとも。最も多く出回っているものはロングコート若しくはスムースコートのミニチュア・ダックスフントとプードルの交雑犬で、スタンダード・ダックスフント、カニチュア・ダックスフント、及び全サイズのワイアーコートのものを母とする交雑犬は大変少ない。日本でも交雑種のものが多く出回っていて、ペットとして飼育されている。
バーニドゥードル（Bernedoodle）
バーニーズ・マウンテン・ドッグとの交雑。Bernese Mountain Pooなどとも。
バセトゥードル（Bassetoodle）
バセット・ハウンドとの交雑。
パピプー（Papi-Poo）
パピヨンとの交雑。
ビシプー（Bich-Poo）
ビション・フリーゼとの交雑。Poochonなどとも。もともとビション・フリーゼの改良過程でプードルが交配されていたため、特に交配の意味がないものとして強く批判されていて、現在はあまり作出されていない。
ピレドゥードル（Pyredoodle）
グレート・ピレニーズとの交雑。
プーグル（Poogle）
ビーグルとの交雑。
ブードル（Boodle）
ブルドッグとの交雑。イングリッシュ・ブードルとも。
プーシー（Poo-Shi）
柴犬との交雑。多くの日本犬の愛好家から激しく批判されている交雑犬で、プードルと柴犬の組み合わせは全くの無意味であると主張され、作出の禁止を強く求められている。そのため、現在は愛好家も少なくあまり繁殖されていない。
プーチン（Poochin）
狆との交雑。
プガプー（Pugapoo, Pug-A-Poo）
パグとの交雑。
ペカプー（Pek-A-Poo）
ペキニーズとの交雑。もともとはアメリカ合衆国のインディアナ州でオシュリーズという犬種を作出するために作られた実験種であったが、現在もアメリカではペットとして人気が高い。体高は25cm前後の小型犬で、容姿はプードルとペキニーズの中間であることが犬種基準である。毛色は白若しくは白っぽいものが好まれるが、特にこれといった制限はない。
ボードゥードル（Bordoodle）
ボーダー・コリーとの交雑。
ボクサードゥードル（Boxerdoodle）
ボクサーとの交雑。
ボシプー（Bossi-Poo）
ボストン・テリアとの交雑。
ポマプー（Pomapoo, Pom-A-Poo）
ポメラニアンとの交雑。
マルチプー（Malti-Poo）
マルチーズとの交雑。Malt-A-Pooなどとも。
ヨーキプー（Yorkipoo, Yorkie-poo）
ヨークシャー・テリアとの交雑。
ラサプー（Lhasa-Poo）
ラサ・アプソとの交雑。
ラブラドゥードル（Labradoodle）
ラブラドール・レトリーバーとの交雑で、オーストラリアで盲導犬用に作出された。
ロットル（Rottle）
ロットワイラーとの交雑。
ワイマードゥードル（Weimardoodle）
ワイマラナーとの交雑。プードル・ハイブリッドの中ではプーシーと同じくらいに母方の犬種の愛好家から忌まれている交雑犬で、現在はほとんど繁殖されていない。ワイマラナー特有の銀色の毛並み（グレー・ゴースト）はない。